# Maida Vale (stanice metra v Londýně)
Maida Vale je stanice metra v Londýně, otevřená 6. června 1915. V této stanici pracovaly jako první pro Transport London ženy. 6. června 2015 bylo 100. výročí žen v Transport London. Stanice si zahrála ve filmech: Na šikmé ploše, Runners a Lásky čas. Exteriér stanice byl použit při natáčení filmu Britské televize Man About the House. Také si zahrála v klipu písně Believe od The Chemical Brothers. Autobusové spojení zajišťují linky 16, 98, 332 a noční linky N16 a N98. Stanice se nachází v přepravní zóně 2 a leží na lince:
- Bakerloo Line mezi stanicemi Warwick Avenue a Kilburn Park.

| Rok  | Počet cestujících |
| ---- | ----------------- |
| 2011 | 2,99 mil          |
| 2012 | 3,15 mil          |
| 2013 | 3,35 mil          |
| 2014 | 3,45 mil          |